# Scary Hours
Scary Hours — второй мини-альбом канадского рэпера Дрейка. Он был впервые выпущен 19 января 2018 года лейблами Young Money Entertainment, Cash Money Records и Republic Records. Он содержит сингл «God’s Plan», который также вошёл в пятый студийный альбом Дрейка Scorpion. Мини-альбом был представлен публике в социальных сетях незадолго до его выпуска. Продолжение, Scary Hours 2, вышло 5 марта 2021 года; ещё одно дополнение, For All the Dogs Scary Hours Edition, вышло 17 ноября 2023 года.

## Предыстория
После выхода альбома Views в 2016 году и микстейпа More Life в 2017 году Дрейк объявил о неожиданном выпуске мини-альбома Scary Hours из двух песен 19 января 2018 года. В него вошли песни «God’s Plan» и «Diplomatic Immunity». Несколько новостных агентств о знаменитостях прокомментировали тот факт, что Дрейк упоминает свои отношения с певицей Дженнифер Лопес в стихотворении «Diplomatic Immunity»: «В 2010 году я потерял свой ореол / в 2017 году я потерял Джей Ло / Поездка в Роттердам привлекла мое внимание к первой полосе». Дрейка обвинили в краже обложки другого исполнителя 22 января 2018 года.
После выхода Scorpion в том же году мини-альбом был удалён из стриминговых сервисов, так как «God’s Plan» был перенесён в этот альбом. «Diplomatic Immunity» был переформатирован в отдельный сингл.

## Спор о художественном произведении
В оформлении Scary Hours обвинили в плагиате стиля афиши тура, разработанной Коллином Флетчером для музыканта Rabit. Оба произведения содержали вертикально ориентированный текст, в котором одно слово было набрано цветным шрифтом Blackletter, а другое — белым шрифтом Sans-serif с полужирным выделением. Однако Billboard сообщил, что OVO Sound, собственный лейбл Дрейка, выбрал обложку, когда ему предложили другие варианты, не подозревая о сходстве.

## Коммерческие показатели
Две песни, вошедшие в EP, были проданы в количестве 90 000 эквивалентных альбому единиц за первую неделю.

## Список треков
| №                   | Название              | Автор(ы)                                                                            | Продюсер(ы)                         | Длительность |
| ------------------- | --------------------- | ----------------------------------------------------------------------------------- | ----------------------------------- | ------------ |
| 1.                  | «God's Plan»          | Aubrey Graham Ronald LaTour Daveon Jackson Matthew Samuels Noah Shebib Brock Korsan | Cardo Yung Exclusive Boi-1da 40 [b] | 3:18         |
| 2.                  | «Diplomatic Immunity» | Graham Samuels Nick Brongers                                                        | Boi-1da Brongers [a]                | 4:15         |
| Общая длительность: | Общая длительность:   | Общая длительность:                                                                 | Общая длительность:                 | 7:33         |